# Warlords DS
Warlords DS — покрокова стратегічна гра з серії Warlords для портативних консолей Nintendo DS. Розробкою гри займається компанія Glyptic Entertainment. Спочатку видавати гру 2007 року планувала компанія Strategy First, але в зв'язку з фінансовими труднощами компанії довелося згорнути всі свої проекти для Nintendo DS. На даний момент подальша доля проекту не відома.
Ігровий процес Warlords DS головним чином заснований на грі Warlords II, хоча і має ряд відмінностей.